# Hylaeus emir
Hylaeus emir là một loài Hymenoptera trong họ Colletidae. Loài này được Dathe mô tả khoa học năm 2000.